# Marcha (Wiljui)
Die Marcha (jakutisch und russisch Марха) ist ein 1181 km langer linker Nebenfluss des Wiljui in Sibirien (Russland, Asien). Sie gehört zum Flusssystem der Lena, ist aber nicht zu verwechseln mit der südlicher fließenden, gleichnamigen, kürzeren und direkt in die Lena mündenden Marcha.

## Verlauf
Die Marcha entspringt in etwa 700 m Höhe im Ostteil des zum Mittelsibirischen Bergland gehörenden Wiljuiplateaus, wenig unterhalb des Polarkreises. Sie durchfließt dieses Bergland vorwiegend in südöstlichen Richtungen und in weiten Bögen mäandrierend, teils tief und relativ steil in das umliegende Plateau eingeschnitten, immer auf dem Territorium der autonomen Republik Sacha (Jakutien).
Etwa 300 Flusskilometer oberhalb ihrer Mündung erreicht die Marcha die Mitteljakutische Niederung und mündet schließlich unterhalb des Dorfes Scharchan in den dort nur wenig größeren Wiljui (in 100 m Höhe; zwischen Njurba und Wiljuisk). Die Marcha ist in Mündungsnähe fast 500 Meter breit, drei Meter tief, und die Fließgeschwindigkeit beträgt 0,7 m/s.

## Hydrographie
Das Einzugsgebiet der Marcha umfasst 99.000 km². Bedeutendster Zufluss ist von rechts die Morkoka.
Die Marcha gefriert zwischen Ende September/Anfang Oktober und Ende Mai/Anfang Juni. In dieser Zeit friert sie im Unterlauf für bis zu 150 Tage bis zum Grund durch, im Oberlauf bis über 200 Tage. Außer dem Frühjahrshochwasser während der Schneeschmelze treten auch kürzere, niederschlagsabhängige Hochwasser im Sommer oder Frühherbst auf. Die mittlere monatliche Wasserführung in Mündungsnähe beträgt 405 m³/s, bei einem Maximum von 7630 m³/s im Juni.

## Infrastruktur und Wirtschaft
Die Marcha ist ab der Einmündung der Morkoka schiffbar, für kleinere Fahrzeuge bereits ab der Mündung des Daldyn im oberen Mittellauf, wird jedoch wegen der kurzen Navigationsperiode nur in geringem Umfang für die Binnenschifffahrt genutzt.
Insbesondere im Bereich des Oberlaufs wurden einige der jakutischen Diamantenvorkommen entdeckt; in diesem Gebiet liegt die Siedlung Aichal, weiter nördlich die Stadt Udatschny. Etwa 15 Kilometer von ihrer Quelle entfernt wurde daher an der Marcha nordwestlich von Aichal für bergbauliche Zwecke unter Einbeziehung mehrerer kleiner natürlicher Seen ein Stausee angelegt. Die Straße Lensk–Mirny–Aichal bzw. –Udatschny überquert die Marcha etwa 45 Kilometer südöstlich Aichal mit der einzigen über den Fluss führenden Brücke.
Das von der Marcha im weiteren Verlauf durchflossene Bergland ist praktisch unbesiedelt; erst am Unterlauf im Bereich der Mitteljakutischen Niederung gibt es wieder einige Dörfer, teils direkt am Fluss, teils einige Kilometer entfernt (Malykai, Byssytta, Engolscha, Chatyn-Syssy, Mar), jedoch keine Städte. Bei Scharchan, acht Kilometer oberhalb der Mündung, besteht über die Marcha eine Fährverbindung im Verlauf der hier dem Wiljui folgenden unbefestigten Straße Jakutsk–Wiljuisk–Njurba–Suntar.